# José León Jiménez
José León Jiménez, (Trinidad, Cuba1938-Escambray, Cuba, 1964), conocido como Cheito León, fue un rebelde anticomunista cubano, el último comandante del Ejército guerrillero de la Rebelión del Escambray tras la ejecución de su compañero Julio Emilio Carretero. Ordenó la ejecución del agente del G-2/LCB Alberto Delgado Delgado y murió tras estallar una granada en sus manos cuando estaba a punto de ser capturado por las fuerzas gubernamentales.

## Saliendo del Escambray
Los primeros años no están reflejados en las fuentes. Se sabe que José León Jiménez provenía de una familia urbana, se graduó de la escuela en Trinidad y trabajó como camionero. Tenía opiniones anticomunistas y se oponía al gobierno de Fidel Castro. En 1961, José León Jiménez decidió pasar a la lucha armada. Junto a su hermano Berardo, atrajo a su grupo a 19 personas. Para recibir entrenamiento militar básico y armas, se alistaron en las Milicias Nacionales Revolucionarias. Después de varias semanas de entrenamiento militar, se dirigieron a las montañas del Escambray, capturando armas: rifles automáticos fabricados en Checoslovaquia.

## Comandante rebelde

### Guerra y planes
Durante tres años, José León Jiménez y su escuadrón lucharon contra las tropas y las Milicias Nacionales Revolucionarias como parte del Ejército de Liberación Nacional (ELN). León Jiménez participó personalmente en decenas de enfrentamientos. Adoptó el sobrenombre de Cheito León, que se convirtió en un seudónimo partidista. El hermano Berardo fue asesinado a los pocos meses. Con el paso de los años, el ELN cambió cuatro comandantes: Evelio Duque fue destituido y emigró a Estados Unidos, Osvaldo Ramírez García y Tomás San Gil murieron en batalla. Desde la primavera de 1963, el ELN estuvo encabezado por Julio Emilio Carretero. Cheito León fue su adjunto.
Desde el punto de vista militar, la situación de los rebeldes a principios de 1964 parecía casi desesperada. Miles de combatientes murieron o fueron encarcelados. La abrumadora superioridad de las fuerzas gubernamentales en número y armamento era evidente. El estricto control administrativo del régimen permitió aislar estrechamente a los rebeldes. El sistema de distribución de racionamiento complicó el suministro de alimentos. La zona de batalla fue invadida por tropas de las Milicias Nacionales Revolucionarias. Los informantes de los Órganos de Seguridad del Estado y el G-2, la Oficina de Lucha contra Bandidos (LCB) dirigida por Luis Felipe Denis fueron introducidos de forma intensiva y sin éxito en el entorno rebelde.
Julio Emilio Carretero se inclinaba por navegar hasta Florida, establecer allí una base rebelde y organizar incursiones militares periódicas. Este plan era cuestionable en sí mismo, ya que las administraciones estadounidenses de John F. Kennedy y Lyndon B. Johnson, después de la derrota en la Invasión de bahía de Cochinos y la solución de la Crisis de los misiles de Cuba, perdieron su anterior interés en el movimiento anticastrista cubano. Sin embargo, esto dio una oportunidad teórica de preservar las fuerzas rebeldes. Carretero entregó el mando del ELN a Cheito León, de 26 años.

### Operación especial e investigación
Los planes de salida llegaron a conocimiento de los Órganos de Seguridad del Estado y fueron puestos bajo control. La operación especial fue llevada a cabo por el agente del G-2/LCB Alberto Delgado, quien se ganó la confianza de los rebeldes. En febrero, el gobierno logró capturar al grupo del amigo de la infancia de Cheito, Maro Borges. Julio Emilio Carretero, que no lo sabía, también sucumbió al engaño y el 9 de marzo de 1964 fue capturado en un barco “americano” con un grupo de compañeros, entre los que destaca Zoila Águila Almeida.
José León Jiménez estaba esperando mensajes de radio codificados de Julio Emilio Carretero. Uno de ellos fue recibido con un código conocido por los Órganos de Seguridad del Estado. Pero la contraseña de respaldo, que Alberto Delgado Delgado desconocía, no llegó. Al darse cuenta rápidamente de la situación, Cheito se redesplegó y evadió la captura. Durante varias semanas realizó una investigación, a raíz de la cual Delgado quedó expuesto. Existen diferentes versiones sobre el comportamiento de Delgado durante el interrogatorio de los rebeldes. Según fuentes oficiales cubanas, se mantuvo firme y se negó a declarar. Según fuentes de la disidencia cubana, Delgado confesó todo y pidió que le perdonaran la vida, alegando su estado civil. Sin embargo, Cheito recordó que Carretero también era padre de familia y ordenó ahorcar a Delgado. La orden se ejecutó el 29 de abril de 1964.

### Últimas batallas
La revelación del agente aumentó la autoridad de Cheito León. Las fuerzas rebeldes, que permanecieron organizadas, lo aprobaron como comandante del ELN. Llevó a cabo varias operaciones militares, pero el cerco en torno a los rebeldes se fue estrechando. El 8 de mayo tuvo lugar una gran batalla en una granja cerca de Trinidad, pero los rebeldes lograron escapar de la persecución. El 25 de mayo de 1964, la pequeña fuerza de Cheito fue rodeada por fuerzas de milicias superiores al norte de Trinidad. En una feroz batalla, casi todos los rebeldes murieron. Cheito, dos veces herido, intentó retirarse al monte, pero fue localizado por dos milicianos. Para evitar ser capturado, José León Jiménez hizo estallar una granada en sus manos y murió junto con sus perseguidores. Las autoridades cubanas nunca le dieron el cuerpo a la familia para darle cristiana sepultura, ni tampoco les señalaron en qué lugar lo sepultaron.
La muerte de José León Jiménez se convirtió en una especie de hito de la Rebelión del Escambray. Cheito resultó ser el último comandante del ELN. La insurgencia continuó durante más de un año y medio, pero ya no contaba con un mando común ni una coordinación operativa. En 1965 fueron liquidados los destacamentos de Blas Tardio y Luis Vargas. El último rebelde que quedó, José Reboso Febles, que luchó en solitario, fue capturado el 1 de octubre de 1966. Posteriormente, la resistencia armada quedó reducida a acciones de emigración política cubana como las estructuras de Orlando Bosch Ávila o Alpha 66, el grupo de Amancio Mosqueda, este último ejecutado por el gobierno en 1969.

## Legado
Las actitudes hacia José León Jiménez dependen de la orientación política. Los funcionarios cubanos lo describen como un “bandido contrarrevolucionario”. Por otra parte, se le culpa de la muerte de Alberto Delgado, quien fue heroizado por las autoridades. Los disidentes cubanos consideran a Cheito un héroe de la lucha de liberación y contrastan al Che Guevara como alguien que no se rindió. Respecto a la suerte de Delgado, señalan que Fidel Castro también ordenó el asesinato de informantes durante la guerra de guerrillas, “y estos fueron llamados ‘ejecuciones’, no ‘crímenes'